# Allan Franklin
Allan David Franklin (* 11. August 1938 in Brooklyn) ist ein US-amerikanischer Physiker, Wissenschaftshistoriker und Wissenschaftsphilosoph.
Franklin studierte Physik an der Columbia University, schloss sein Studium 1959 mit dem Bachelor ab und wurde 1965 an der Cornell University promoviert. Als Postdoktorand war er an der Princeton University und befasste sich anfangs mit experimenteller Teilchenphysik. 1966 wurde er Instructor an der Princeton University und 1967 Assistant Professor und 1982 Professor für Physik an der University of Colorado Boulder.
Seit den 1970er Jahren befasst er sich mit Wissenschaftsgeschichte und -philosophie, insbesondere mit der Rolle des Experiments in der Physik. Unter anderem analysierte er Experimente zur Paritätsverletzung und CP-Verletzung, den Neutrinos und allgemein dem Verhältnis von Theorie und Experiment in der Geschichte der Erforschung der schwachen Wechselwirkung, mit Experimenten zur Fünften Kraft und mit Robert Andrews Millikans Öltropfenexperiment.
Als Philosoph befasste er sich mit der Duhem-Quine-These, der Theorie der Bestätigung, wobei er einen Bayes-statistischen Zugang verfolgt, und der Korrigierbarkeit und Zuverlässigkeit experimenteller Resultate und der Auflösung sich widersprechender Beobachtungen.
2016 erhielt er den Abraham-Pais-Preis, für bahnbrechende historische Analysen der Rolle des Experiments in der Physik und die Erklärung der Natur von Evidenz und Irrtum im Wissenschaftsdiskurs (Laudatio). Er ist Fellow der American Physical Society (1988) und stand dort zweimal dem Forum für Wissenschaftsgeschichte vor. 2000 war er Miegunyah Distinguished Fellow an der Universität Melbourne.

## Schriften
- The Neglect of Experiment. Cambridge University Press, 1986 (Behandelt werden Experimente zur CP-Verletzung und Paritätsverletzung und Millikans Öltropfenexperimente, die er gegen die Kritik von Gerald Holton verteidigt).
- Experiment. Right or wrong. Cambridge University Press, 1990.
- The Rise and Fall of the Fifth Force: Discovery, Pursuit, and Justification in Modern Physics. American Institute of Physics, 1993.
- Are There Really Neutrinos? An Evidential History. Perseus Books, 2000.
- Selectivity and Discord: two problems of experiments. University of Pittsburgh Press, 2002.
- Shifting Standards: Experiments in Particle Physics in the Twentieth Century. University of Pittsburgh Press, 2013.
- What Makes Good Experiment? Reasons and Role in Science. University of Pittsburgh Press, 2015.
- Experiment in Physics. In: Stanford Encyclopedia of Philosophy, 1998, überarbeitet 2015 (online).
- mit Jed Z. Buchwald als Hrsg.: Wrong for the right reasons. (= Archimedes. Band 11). Springer, 2005 (darin von Franklin: The Konopinski-Uhlenbeck theory of beta decay: its proposal and refutation).
- Can that be right? Essays on experiment, evidence and science (Boston studies in the philosophy of science). Springer, 1999 (Essaysammlung von Franklin).
- mit A. W. F. Edwards u. a.: Ending the Mendel-Fisher controversy. Pittsburgh University Press, 2008.

Aufsätze (Auswahl)
- What makes a good experiment? In: British Journal for the Philosophy of Science, Band 32, 1981, S. 367–374.
- mit C. Howson: Why Do Scientists Prefer to Vary Their Experiments? In: Studies in History and Philosophy of Science, Band 15, 1984, S. 51–62.
- mit anderen: Can a theory-laden observation test the theory? In: British Journal for the Philosophy of Science, Band 40, 1989, S. 229–231.
- Discovery, Pursuit, and Justification. In: Perspectives on Science, Band 1, 1993, S. 252–284.
- How to Avoid the Experimenters’ Regress. In: Studies in the History and Philosophy of Science, Band 25, 1994, S. 97–121.
- Laws and Experiment. In F. Weinert (Hrsg.): Laws of Nature. Walter de Gruyter, 1995, S. 191–207.
- Calibration. In: Perspectives on Science, Band 5, 1997, S. 31–80.
- Millikan´s Oil Drop Experiments. In: The Chemical Educator, Band 2, Nr. 1, 1997.
- Doing much about nothing. In: Archive for History of Exact Sciences, Band 58, 2004, S. 323–379 (zu Experimenten mit Null-Resultaten wie das Michelson-Morley-Experiment).
- Discovery and Acceptance of CP Violation. In: Historical Studies in the Physical Sciences, Band 13, 1983, S. 207–238
- The appearance and disappearance of the 17 keV neutrino. In: Review of Modern Physics, Band 67, 1995, S. 457–490.
- The resolution of discordant results. In: Perspectives on Science, Band 3, 1995, S. 346–420.